# Кольник низкий
Ко́льник ни́зкий (лат. Phyteuma humile) — вид цветковых растений рода Кольник (Phyteuma) семейства Колокольчиковые (Campanulaceae).

## Ботаническое описание

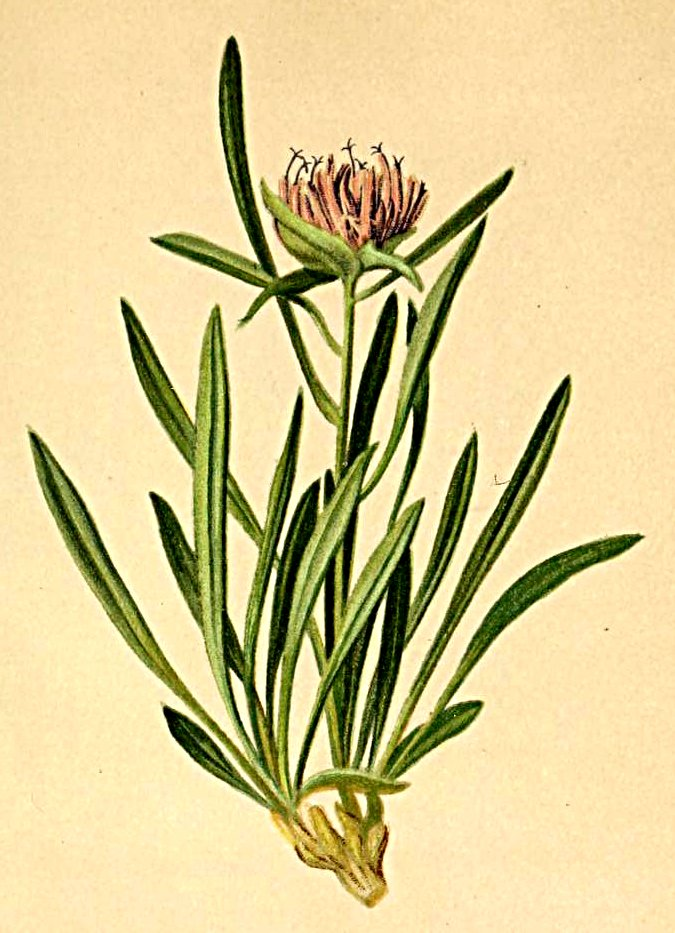
Кольник низкий (Phyteuma humile). Ботаническая иллюстрация Антона Хартингера из книги «Atlas Alpenflora», 1882

Многолетнее травянистое растение. Соцветие — головка диаметром 1,5—3 см. Прицветники заострённые в направлении от яйцевидного основания, как правило, длиннее соцветия. Венчик 1—1,5 см длиной, тёмного сине-пурпурного цвета.

## Распространение и местообитание
Растёт в Западных Альпах на каменистых лугах на высотах от 1800 до 2610 м над уровнем моря.

## Хозяйственное значение и применение
Кольник низкий в настоящее время изредка используют как декоративное растение для каменистых садов.

## Таксономия
|  |                                      |  |                                                         |                                                         |                           |  | ещё 10 семейств (согласно Системе APG III) | ещё 10 семейств (согласно Системе APG III) |                    |  |  |  | ещё около 20 видов |
|  |                                      |  |                                                         |                                                         |                           |  | ещё 10 семейств (согласно Системе APG III) | ещё 10 семейств (согласно Системе APG III) |                    |  |  |  | ещё около 20 видов |
|  |                                      |  |                                                         | порядок Астроцветные                                    |                           |  |                                            |                                            | род Кольник        |  |  |  |                    |
|  |                                      |  |                                                         | порядок Астроцветные                                    |                           |  |                                            |                                            | род Кольник        |  |  |  |                    |
|  | отдел Цветковые, или Покрытосеменные |  |                                                         |                                                         | семейство Колокольчиковые |  |                                            |                                            | вид Кольник низкий |  |  |  |                    |
|  | отдел Цветковые, или Покрытосеменные |  |                                                         |                                                         | семейство Колокольчиковые |  |                                            |                                            |                    |  |  |  |                    |
|  |                                      |  | ещё 58 порядков цветковых растений (по Системе APG III) | ещё 58 порядков цветковых растений (по Системе APG III) |                           |  |                                            | ещё более 90 родов                         | ещё более 90 родов |  |  |  |                    |
|  |                                      |  |                                                         | ещё 58 порядков цветковых растений (по Системе APG III) |                           |  |                                            |                                            | ещё более 90 родов |  |  |  |                    |

### Синонимы
- Phyteuma carestiae Biroli
- Phyteuma humile var. humillimum A.DC.
- Phyteuma linearifolium Biroli ex Colla[1]